# 大蜘蛛ちゃんフラッシュ・バック
『大蜘蛛ちゃんフラッシュ・バック』（おおくもちゃんフラッシュ・バック）は、植芝理一による日本の漫画作品。『月刊アフタヌーン』（講談社）にて、2017年7月号から2020年8月号まで連載。
『月刊アフタヌーン』定期購読者向けに作られた、『月刊アフタヌーン13月号』内の短編作品『ラッキー・スパイダー』が原点。当時、作者の植芝が、難読・希少名字にはまっていた影響で、登場する女性は全員、難読・希少名字の持ち主となっている。

## あらすじ
鈴木実は、幼少時に父・治を喪い、母・綾（旧姓・大蜘蛛）と2人で暮らしている。実には時折、父が生前に見ていた、若きころの母の姿がフラッシュ・バックすることがあり、その影響で母に恋をしてしまうのであった。

## 登場人物

### 鈴木家
鈴木 実（すずき みのる）
本作の主人公。土筆ヶ丘（つくしがおか）高等学校の1年生。16才。帰宅部。綾とアパートで2人暮らし。治の葬儀の時以来、時折、治が高校時代に見ていた綾に関する記憶がフラッシュ・バックする。その影響で綾に恋愛感情を抱いてしまい、煩悶する。綾が多忙なため、家事を分担している。
鈴木 綾（すずき あや）
実の母でヒロイン。旧姓は「大蜘蛛（おおくも）」。漫画家。ペンネームは旧姓と同じ「大蜘蛛 綾」。土筆ヶ丘高校漫研OG。37才。高校時代に、後に実の父となる治と交際していた。作者の前作『謎の彼女X』と酷似した「未確認彼女X」という漫画を執筆している。漫画やアニメが好きで、月に1度、実を連れて治とも行っていた「中野ハリウッド」で本やDVD、フィギュアの買い物をする。苗字（旧姓）とは裏腹にクモが苦手で、なまずが好き。
鈴木 治（すずき おさむ）
実の父。実の幼少時に死亡している。土筆ヶ丘高校OB。高校時代に同級生の綾と交際していた。実のフラッシュ・バックは治がかつて見た記憶であるため、彼の顔は映らない。名字フェチ。

### 土筆ヶ丘高校
一 一（にのまえ はじめ）
実のクラスメイトの少女。漫研部員。アニメが好き。実に興味を持っている。綾が実の母であることを知る前から、綾の大ファン。綾が〆切前に体調を崩した際に、実から助っ人アシスタントを頼まれたことを切っ掛けに鈴木家にアシスタントとして出入りするようになる。実がフラッシュバックで見る綾の姿と重なる行動をとることが多い。
薬袋（みない）
漫研部部長。目が隠れるほど髪が長い少女で、「未確認彼女X」が好き。相当な巨乳で、体育祭ではクラスの男子にぜひパン食い競走にと誘われ出場し、上下運動が大きいため、大いに揺れていた。
池田 傑（いけだ すぐる）
一や薬袋の1学年上の漫研部員。綾の大ファンで、漫研入部の理由も綾がOBであるため。一を意識しているが空回り気味。
濤 凪子（おおなみ なぎこ）
池田と同じ学年の漫研部員。
中川 航（なかがわ わたる）
池田と同じ学年の漫研部員。
六所 回（ろくしょ めぐる）
池田と同じ学年の漫研部員。

### その他の人物
月見里 海（やまなし うみ）
綾の友人で担当編集者。土筆ヶ丘高校漫研OG。高校時代、綾と治がキスをしようといてるところを目撃した（そのせいでキスは未遂に終わった）。
山田 二郎（やまだ じろう）
綾の1学年上の先輩で、土筆ヶ丘高校漫研OB。当時は部長をしており、綾に告白したこともある。最近になって地元に戻ってきた。現在は隣町に住んでおり、ハガキが届いたのちに訪ねてくる。綾には今も憧れをもっており、恋人や夫婦といった立場では見ることが出来ない視点にも納得している。

## 書誌情報
- 植芝理一『大蜘蛛ちゃんフラッシュ・バック』 講談社〈アフタヌーンKC〉、全6巻
  1. 2017年10月23日初版発行（同日発売[5]）、ISBN 978-4-06-388299-5
  2. 2018年4月23日初版発行（同日発売[6]）、ISBN 978-4-06-511181-9
  3. 2018年11月22日初版発行（同日発売[7]）、ISBN 978-4-06-513407-8
  4. 2019年6月21日初版発行（同日発売[8]）、ISBN 978-4-06-515687-2
  5. 2020年1月23日初版発行（同日発売[9]）、ISBN 978-4-06-518114-0
  6. 2020年8月21日初版発行（同日発売[10]）、ISBN 978-4-06-520436-8